# 当代中国
当代中国丛书分24大类，共计152卷211册，1亿字，3万幅插图，印行490多万册。由《当代中国丛书》编辑部与各单位合作编写，中国社会科学出版社陆续出版。海外版于2009年由当代中国出版社与香港祖国出版社、中华文化产业集团合作出版发行。

## 概述
经胡乔木倡议、中共中央书记处批准、中宣部部署，编辑出版大型丛书《当代中国》，由邓力群、马洪、武衡担任主编。动员人员十多万，1980年代初开始编写，1999年6月完成。被部分中國學者誉为“目前世界上第一部最完整、最权威的中华人民共和国史和世界人民了解当代中国国情的最经典的信息库”。